# Conservatório de São Petersburgo
O Conservatório de São Petersburgo (em russo:  Санкт-Петербургская государственная консерватория имени Н.А. Римского-Корсакова) é uma escola musical em São Petersburgo. Em 2004 o conservatório consistia em 275 professores e 1400 estudantes.

## História
O conservatório foi fundado em 1862 pelo pianista e compositor russo Anton Rubinstein, que trabalhou como diretor até 1867, sendo sucedido por Nikolai Zaremba. Rimsky-Korsakov ingressou no conservatório em 1871. Em 1887, Rubinstein retornou para o conservatório, demitindo alguns professores, removendo estudantes, examinando curriculos. Em 1891 ele retirou toda a demanda de cotas raciais.
O conservatório baseia-se ao lado do velho Teatro do Bolshoi em São Peterburgo. Como o nome da cidade mudou no século XX, o conservatório foi renomeado para Conservatório de Petrogrado (Петроградская консерватория) e novamente para Conservatório de Leningrado (Ленинградская консерватория).

## Diretores
- Anton Rubinstein (1862 — 1867)
- Nikolai Zaremba (1867 — 1871)
- Mikhail Azanchevsky (1871 — 1876)
- Karl Davydov (1876 — 1887)
- Anton Rubinstein (1887 — 1891)
- Alexander Glazunov (1905 — 1928 e 1918 — reitor)

## Professores notáveis
- Leopold Auer (violino)
- Leonid Korchmar (condução)
- Teodor Leszetycki (piano)
- Ilya Musin (condução)
- Cesare Pugni (violino, contraponto, composição)
- Nikolai Rimsky-Korsakov (composição, orquestração)
- Anton Rubinstein (piano, história da literatura do piano)
- Nikolai Tcherepnin (condução)
- Anna Yesipova (piano)
- Alexander Ossovsky (musicologia)
- Sergei Slonimsky (composição)
- Anatoli Ivanov (percussão)

## Alunos notáveis
- George Balanchine
- Elina Karokhina
- Sergei Diaghilev
- Valery Gergiev
- Jascha Heifetz
- Andrej Hoteev
- Mariss Jansons
- Artur Kapp
- Anatoly Lyadov
- Nathan Milstein
- Sergei Prokofiev
- Dmitri Shostakovich
- Grigory Sokolov
- Vladimir Sofronitsky
- Yuri Temirkanov
- Clara Rockmore
- Léon Theremin
- Pyotr Ilyich Tchaikovsky
- Solomon Volkov
- Ivan Yershov
- Anna Yesipova
- Maria Yudina
- Valery Viktorovich Zhelobinsky
- Anna Netrebko
- Gal Rasché
- Witold Maliszewski
- Miroslav Kultyshev
- Olga Kiun
- Alla Dadaian